# Frankie Andreu
Francisco Andreu, detto Frankie (Deaborn, 26 settembre 1966), è un ex ciclista su strada e pistard statunitense, professionista dal 1989 al 2000.

## Carriera
Nativo del Michigan, tra i dilettanti rappresentò il suo paese ai Giochi olimpici di Seul 1988, concludendo ottavo nella corsa a punti su pista. Passato professionista su strada nel 1989 con la 7-Eleven-Wamasch, vestì poi le divise di Motorola, Cofidis e US Postal Service. Nelle dodici stagioni di attività corse nove edizioni del Tour de France, affiancando più volte Lance Armstrong come gregario, e sfiorando due volte la vittoria di tappa nella Grande Boucle (secondo a Bordeaux nel 1993 e sugli Champs-Élysées l'anno dopo). Nelle classiche ottenne come miglior risultato il nono posto nella Parigi-Roubaix 1994; fu inoltre ottavo nella classifica finale della Parigi-Nizza 2000 e quarto nella prova in linea dei Giochi olimpici di Atlanta 1996, anticipato di oltre un minuto dal terzetto che si giocò le medaglie.
Si ritirò dalle corse nel 2000, diventando commentatore di corse ciclistiche presso televisioni statunitensi.
Nel 2006 confessò di aver fatto uso di EPO in vista del Tour de France 1999 e anche nel 1995, ai tempi della Motorola. Nello stesso anno Frankie e Betsy Andreu accusarono Lance Armstrong di aver fatto uso di sostanze dopanti: il texano negò le accuse ma, nonostante le ripetute minacce subite, gli Andreu testimoniarono nuovamente contro Armstrong. Solamente nel 2013 lo stesso Armstrong ammetterà di aver fatto uso di sostanze vietate lungo tutta la carriera.

## Palmarès

### Strada
- 1994 (Motorola, una vittoria)

7ª tappa Tour de Pologne (Końskie > Varsavia)
- 1997 (Cofidis, una vittoria)

6ª tappa Mi-Août Bretonne
- 1998 (US Service Postal, due vittorie)

Lancaster Classic
5ª tappa Giro del Lussemburgo (Diekirch > Diekirch)

### Pista
- 1986

Campionati statunitensi, Inseguimento a squadre (con Steve Hegg, Dave Lettieri e Leonard Nitz)

## Piazzamenti

### Grandi Giri
- Tour de France

1992: 110º
1993: 89º
1994: 89º
1995: 82º
1996: 111º
1997: 79º
1998: 58º
1999: 65º
2000: 110º
- Giro d'Italia

1990: 136º
Vuelta a España
1999: 88º

### Competizioni mondiali
- Campionati del mondo su strada

Oslo 1993 - In linea Professionisti: 55º
- Giochi olimpici

Seul 1988 - Corsa a punti: 8º
Atlanta 1996 - In linea: 4º